# 평촌도서관
평촌도서관은 경기도 안양시 동안구 관양동 소재의 시립 도서관이다.

## 연혁
- 1993년 2월 14일 토개공에서 신축공사 착공
- 1993년 12월 9일 도서관 직제 승인
- 1993년 12월 31일 준공
- 1994년 1월 5일 안양시 시립도서관 직제규칙 개정 공포
- 1994년 2월 15일 안양시에 무상 귀속
- 1994년 4월 26일 개관

## 이용 안내
이용 시간
- 열람실: 하절기 ( 3월~10월 ) 07 : 00 - 24 : 00 / 동절기 ( 11월~2월 ) 08 : 00 - 24 : 00
- 어린이자료실/디지털자료실/참고연속간행물실: 평일 09 : 00 - 18 : 00 / 주말 09 : 00 - 17 : 00
- 종합자료실: 평일 09 : 00 - 22 : 00 / 주말 09 : 00 - 17 : 00

휴관일
- 매주 금요일(2·4·5주 금요일은 열람실만 개방)
- 법정공휴일 (단, 열람실 개방(08:00~20:00)은 도서관별[석수, 비산, 호계], [평촌,만안,박달]로 교차 개방)
- 기타 관장이 필요하다고 인정하는 경우